# Mezőkomárom
Mezőkomárom là một thị trấn thuộc hạt Fejér, Hungary. Thị trấn này có diện tích 29,05 km², dân số năm 2010 là 948 người, mật độ 33 người/km².